# Tomorrow (film, 2018)
Pour les articles homonymes, voir Tomorrow.
Pour plus de détails, voir Fiche technique et Distribution.
Tomorrow est un film dramatique britannique réalisé par Martha Pinson , sorti en 2018. Il est produit par Martin Scorsese, écrit et interprété par Stuart Brennan et Sebastian Street.

## Synopsis
La difficile réinsertion d'un soldat britannique de retour de la seconde guerre d'Afghanistan souffrant de troubles de stress post-traumatique et touché par le VIH.

## Fiche technique
Sauf indication contraire, les informations mentionnées dans cette section peuvent être confirmées par la base de données cinématographiques IMDb,  présente dans la section « Liens externes ».
- Titre original : Tomorrow
- Titre français :
- Titre québécois :
- Réalisation : Martha Pinson
- Scénario :
- Direction artistique : Joe Barcham
- Décors :
- Costumes : Oliver Garcia
- Photographie : Darran Bragg
- Montage :
- Musique :
- Son :
- Production : Dean M. Woodford
- Sociétés de distribution :
- Pays de production :  Royaume-Uni
- Langue : anglais
- Budget :
- Format : couleur
- Durée :
- Genre : Film dramatique
- Dates de sortie :
  - États-Unis : 19 octobre 2018 (Seneca Film Festival)
  - Royaume-Uni : 27 septembre 2019

## Distribution
- Sebastian Street : Tesla
- Stuart Brennan : Sky
- Stephanie Leonidas : Katie
- Sophie Kennedy Clark : Lee-Anne
- Stephen Fry : Chris
- James Cosmo : M. Charles
- Paul Kaye : Marco
- Joss Stone : Mandy
- Will Tudor : Tristan
- Edmund Kingsley : Ellis Barklay